# 50 West 66th Street
50 West 66th Street alternativt 36 West 66th Street, är en framtida skyskrapa som ligger på Manhattan i New York, New York i USA.
Byggnaden började byggas 2018 och planeras stå färdig 2025 som en fastighet för bostäder. Den är 236,2 meter hög och har 52 våningar.